# Microtropis japonica
Microtropis japonica là một loài thực vật có hoa trong họ Dây gối. Loài này được (Franch. & Sav.) Hallier f. mô tả khoa học đầu tiên năm 1911.